# Chiesa della Visitazione della Beata Maria Vergine (Stelvio)
La chiesa della Visitazione della Beata Maria Vergine è la parrocchiale di Trafoi, frazione di Stelvio, in provincia autonoma di Bolzano. Appartiene al decanato di Malles della diocesi di Bolzano-Bressanone.